# Poensgen

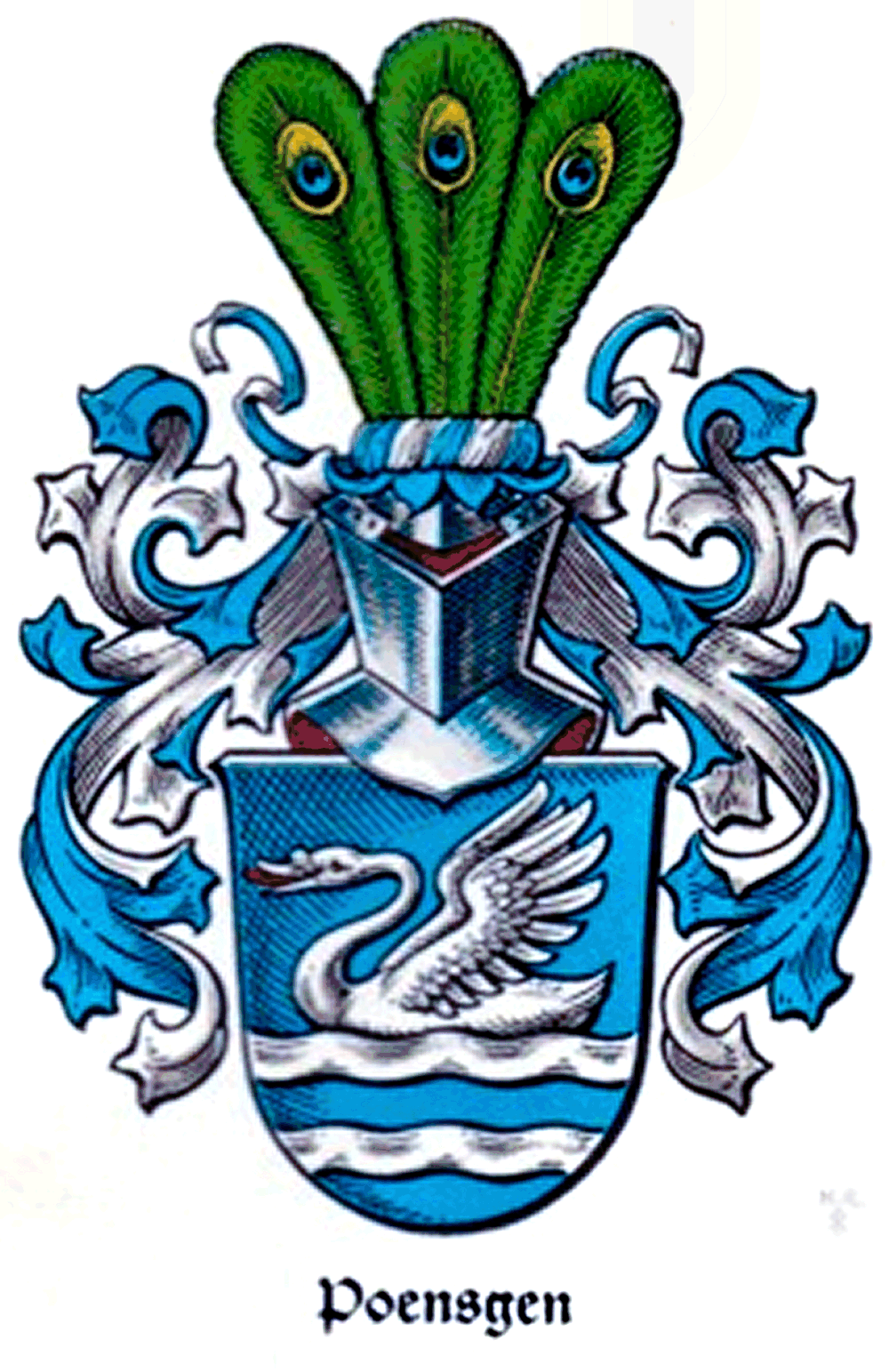
Wappen der Familie Poensgen

Poensgen ist der Name einer Unternehmerfamilie aus der Eifel, die seit Mitte des 15. Jahrhunderts im Raum Schleiden als Reidemeister Eisenhütten betrieben. Einige Linien sind um 1860 nach Düsseldorf gezogen und waren dort maßgeblich am Aufbau der rheinischen Eisen-, Stahl- und Röhrenindustrie beteiligt.

## Herkunft
Die traditionell evangelische Familie Poensgen ist seit Mitte des 15. Jahrhunderts in der Eifel im Raum Schleiden, Gemünd (Schleiden) und Hellenthal eng mit dem Eisenhüttenwesen verbunden und entwickelte dort im 19. Jahrhundert das ursprünglich handwerklich ausgerichtete Hütten- und Hammerwesen zum Großgewerbe. Ein Zweig der Familie, der seit dem 17. Jahrhundert im Dürener Raum ansässig war, widmete sich dem Textilgewerbe und baute es zur großgewerblichen Manufaktur aus. Der Name Poensgen wird teils auf den Vornamen Pontianus, teils auf Potentinus (Schutzheiliger des Eifelklosters Steinfeld) zurückgeführt. Die Schreibweise des Namens findet man als Puntzgen, Pöntzgen, Pönsgen oder Poensgen. Ein Teil der weit verzweigten Familie siedelte zwischen 1860 und 1864 mit ihren Eisen-, Stahl- und Röhrenwerken nach Düsseldorf um und erlangte dort dank ihrer unternehmerischen Leistungen besondere Bedeutung bei der Entwicklung der Stadt Düsseldorf zu einem bedeutenden Standort der Montanindustrie. Heute ist der Name Poensgen im Eifeler Raum weiterhin geläufig, während er in Düsseldorf seltener geworden ist.

## Geschichte

### Stammvater der Familie Poensgen
Johann Servatius Puntzgen (* um 1410 in der Grafschaft Schleiden; † 1490/95), auch „Pontzeler von Göllicke“ genannt, gilt als Stammvater der Familie Poensgen und begründete die Tradition der Eisenerzeugung. Er ist von 1439 bis 1445 als „Reidemeister“ (Betreiber eines Hammerwerkes) in Göllicke (heutiges Goé, Ortsteil von Limbourg/Belgien) bei Eupen nachgewiesen, wurde 1464 von Dietrich III. Graf von Manderscheid mit dem Burghaus „zum Steinhaus“ bei Schleiden/Eifel belehnt und erhielt das Recht, als gräflicher „Pontzeler“ Eisenzins auf die Hammerwerke der Grafschaft Schleiden zu erheben. Durch Eheverbindungen mit anderen Eifeler Reidemeistergeschlechtern in Kalltal und im Schleidener Tal wie Axmacher, Schoeller, Rotscheidt und Hoesch wurde die gesellschaftliche und wirtschaftliche Stellung der Familie Poensgen gefestigt und weiter ausgebaut. Als 1814/15 unter preußischer Verwaltung die Eifeler Hütten statistisch erfasst wurden, war die Familie Poensgen bereits an acht von insgesamt 33 Betrieben beteiligt.

### Poensgen in Düsseldorf
Bis Mitte des 19. Jahrhunderts war die Verkehrslage der Eifelhütten zwischen Lüttich und Köln günstig, zumal Erz und Kohle der heimischen Umgebung entnommen werden konnten. Als mit dem technischen Fortschritt die Kapazitäten der Hütten und die Aufnahmefähigkeit der Märkte wuchsen, kamen die Eifelhütten ins Hintertreffen, weil die Erzbasis nicht mehr ausreichte und die Koksverhüttung eine zusätzliche Transportaufgabe stellte. Das war umso nachteiliger, als mit dem Aufkommen des Kokshochofens im Ruhrrevier seit 1850 immer neue Eisenwerke entstanden, die schnell Anschluss an das sich ausbreitende Eisenbahnnetz fanden.

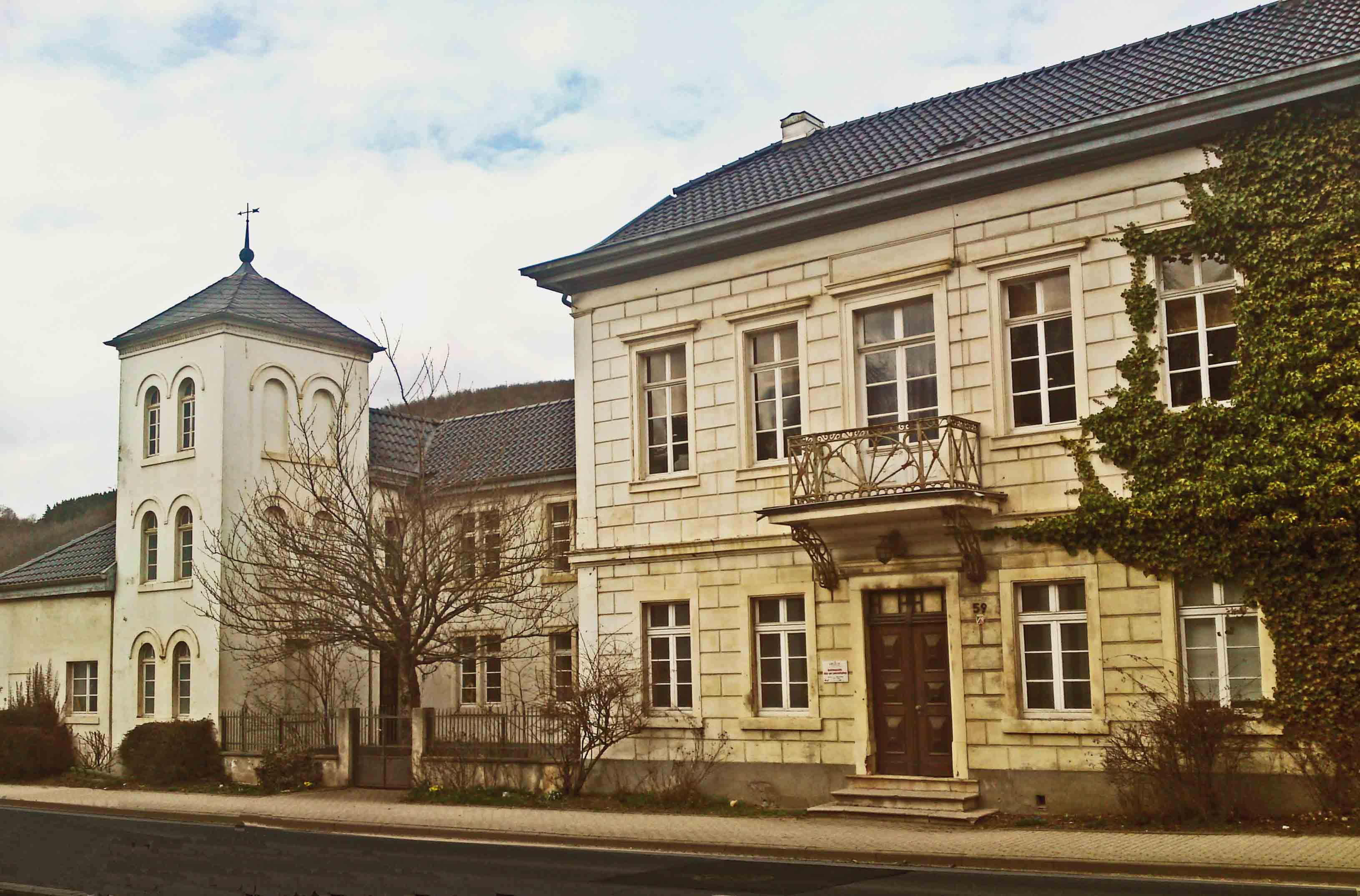
Poensgen-Stammhaus in Schleiden-Gemünd, Kölner Straße 57–59

Das musste vor allem Albert Poensgen erfahren. Er hatte schon 1845 nach sorgfältigen Studien in England damit begonnen, im Eifeldorf Mauel bei Gemünd eine Fabrikation von eisernen Röhren für Gasleitungen zu errichten, die er u. a. auch für die ersten Gaslaternen in Düsseldorf lieferte. Er gilt als der erste Röhrenfabrikant auf dem Festland. Bis dahin war man genötigt, den gesamten Bedarf an Röhren im technisch führenden England zu decken. Nachdem seine Bemühungen bei den Behörden scheiterten, den Bau einer verkehrsgünstigen Eifelbahn („die Bahn des Herrn Poensgen“) zu initiieren und er in Köln keine geeigneten Grundstücke fand, entschloss er sich, seine Produktion nach Düsseldorf zu verlagern. Dort entstand im Ortsteil Oberbilk 1860 sein erstes Röhren-Walzwerk, dem 10 Jahre später in Oberbilk und Lierenfeld Puddel- und Universalwalzwerke folgten.
Sein älterer Bruder Julius Poensgen kam kurze Zeit darauf ebenfalls nach Düsseldorf und errichtete eine Fabrik zur Herstellung von Bleirohren, die sich später zur „Gebr. Poensgen AG“, einem Unternehmen für Wäschereimaschinen, entwickelte. Zwei weitere Poensgens, die Brüder Gustav Poensgen und Rudolf Poensgen verlegten fast um dieselbe Zeit das Hütten- und Walzwerk ihres Vaters Reinhard Poensgen von Gemünd nach Düsseldorf. So entstanden 1860 in Oberbilk die Mariahütte und ein Walzwerk, mit dem sie vorzugsweise Albert Poensgen versorgten. Schließlich gründete 1864 ein weiterer Verwandter, Carl Poensgen, ein eigenes Stahlwerk in Oberbilk, welches nach dem neuen englischen Bessemer-Verfahren arbeitete. Darüber hinaus kam mit Ludolph Poensgen (1854–1892) ein weiterer Familienangehöriger aus der Eifel nach Düsseldorf, der 1881 in Düsseldorf Klein-Eller ein Bleiwalzwerk als erste Industrieanlage in diesem Stadtteil errichtete, das bis zu seiner Auflösung im Jahre 1960 Bleibleche, -rohre und -platten für die boomende Bauindustrie herstellte.
Somit haben sechs Angehörige der Familie Poensgen Mitte des 19. Jahrhunderts den Sprung aus der Eifel nach Düsseldorf gewagt und einen wichtigen Grundstein für dessen künftige Bedeutung als bedeutende Eisen-, Stahl- und Röhrenstadt gesetzt.
Die nächste Phase in der Geschichte des Düsseldorfer Zweiges der Familie Poensgen begann im Jahr 1872, als Albert, Gustav und Rudolf Poensgen ihre Werke zu einem großen Unternehmen, den „Düsseldorfer Röhren- und Eisenwalzwerke AG, vorm. Poensgen“ zusammenlegten. 1910 wurde dieses Unternehmen mit der „Phoenix AG für Bergbau und Hüttenbetrieb“ verschmolzen. Ernst Poensgen, Sohn des Carl Poensgen, der in der Folge zum bedeutendsten Vertreter der Familie in Düsseldorf werden sollte, trat in den Vorstand dieses Unternehmens ein. Der Ring um den Hauptkern der rheinisch-westfälischen Industrie schloss sich, als 1926 ein Großteil der deutschen Eisen-, Stahl- und Bergwerksgesellschaften in der Vereinigte Stahlwerke AG durch eine Fusion zusammengeschlossen wurde. An dem neuen Konzern waren die Phönix-Gruppe (Anteil 26 %), die Thyssen-Gruppe (Anteil 26 %), die Rheinischen Stahlwerke (Anteil 8,5 %) sowie die Rheinelbe-Unternehmen Deutsch-Luxemburgische Bergwerks- und Hütten-AG, Bochumer Verein und Gelsenkirchener Bergwerks-AG (Anteile zusammen 39,5 %) beteiligt. Eine Reihe von namhaften Unternehmen wie die Hoesch AG, Friedrich Krupp AG, Klöckner-Werke, Gutehoffnungshütte sowie Mannesmann blieben außen vor. Der neue aus Eisen-, Stahl- und Bergwerksunternehmen bestehende Montankonzern mit Verwaltungssitz in Düsseldorf war mit seinen rund 242.000 Mitarbeitern damit zu einem der größten deutschen Unternehmen aufgestiegen. Ernst Poensgen gehörte dem Vorstand der „Vereinigte Stahlwerke AG“ seit 1926 zunächst als stv. Vorsitzender, ab 1935 bis Ende 1943 als Vorsitzender an. Ein weiteres Mitglied der Familie Poensgen, Helmuth Poensgen, ein Enkel von Julius Poensgen, war von 1926 bis 1945 ebenfalls Mitglied des Vorstandes der Vereinigte Stahlwerke AG.

### Mäzenatentum

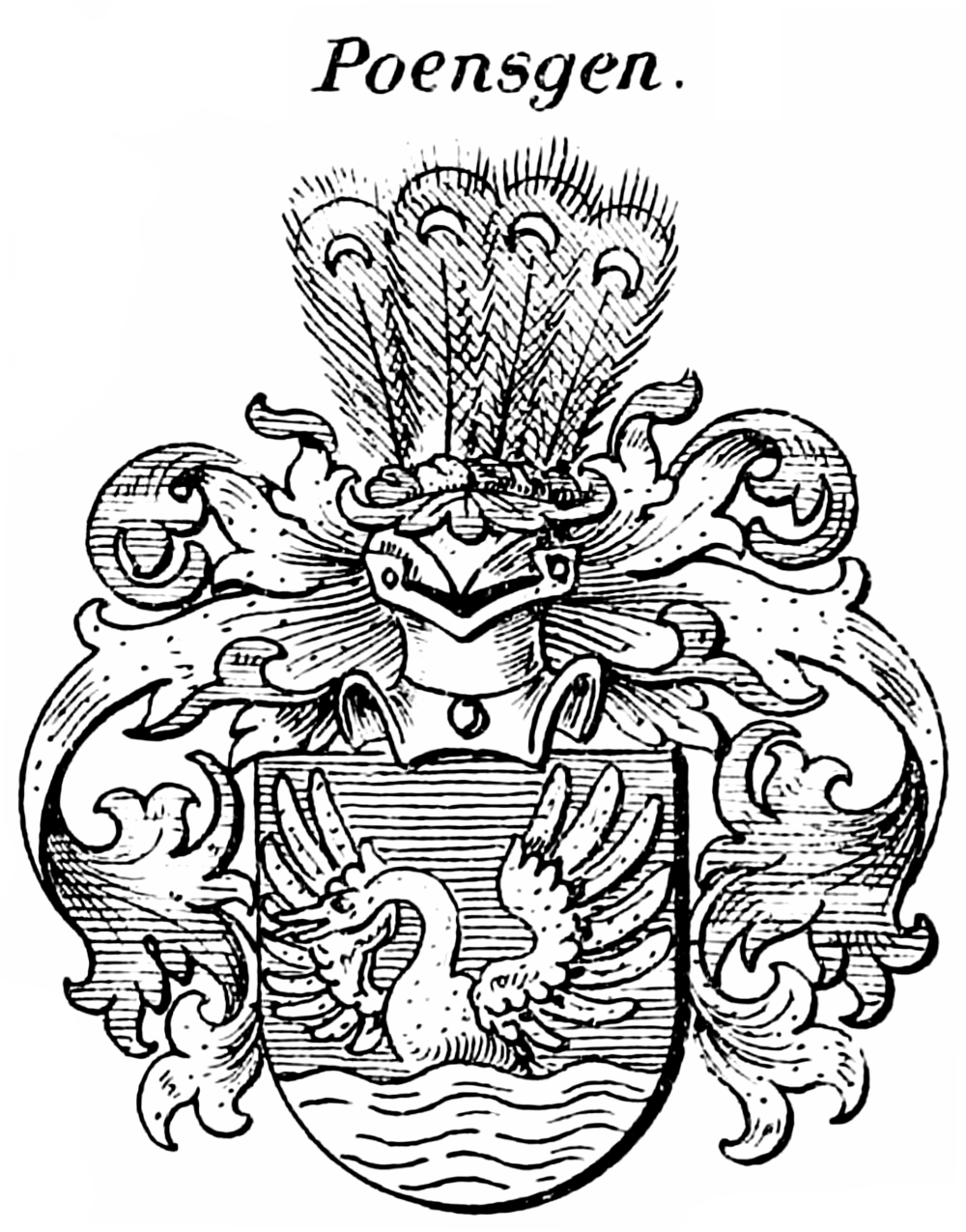
Wappen der Familie Poensgen in Siebmachers Wappenbüchern

Die Familie Poensgen hat sich in Düsseldorf nicht nur durch unternehmerische Leistungen hervorgetan, sondern auch durch die Förderung von Kunst, Sport und sozialen Einrichtungen sowie in der Übernahme von öffentlichen Ämtern. So hat Clara Poensgen (1846–1910), Tochter von Albert Poensgen, als erste die Fabrikfürsorge, eine Haushaltsschule für Arbeiterinnen sowie Kinderhorte ins Leben gerufen und sich in der damals einsetzenden Frauenbewegung engagiert. Ihr Ehemann Carl Poensgen (1838–1921) legte im Jahre 1907 in Ratingen bei Düsseldorf nach englischem Vorbild einen großen Landschaftspark an, der als „Poensgenpark“ heute der Öffentlichkeit zur Verfügung steht und Anziehungspunkt für zahlreiche Besucher ist. An Albert Poensgen, der 1860 als erster Poensgen nach Düsseldorf kam, erinnert noch heute in Flingern die „Albertstraße“. Einem weiteren Familienmitglied, dem Mediziner Albert Poensgen, Vorsitzender des „Verschönerungsvereins für die Stadt Düsseldorf“, ist es zu verdanken, dass 1905 der im Volksmund liebevoll genannte „Märchenbrunnen“ des französischen Bildhauers Max Blondat im Düsseldorfer Hofgarten errichtet wurde.
Ernst Poensgen war Mäzen von Louise Dumont und Gustav Lindemann und half ihnen, ihr berühmtes Düsseldorfer Schauspielhaus an der Kasernenstraße zu errichten. Gustav Lindemann war jüdischer Abstammung. Dank der Hilfe von Ernst Poensgen und anderen einflussreichen Freunden gelang es ihm, die Zeit des Nationalsozialismus zu überleben. Ernst Poensgen gründete die „Ernst-Poensgen-Stiftung zur Förderung von Kunst und Wissenschaft“. Für die Tennis-Damen stiftete er die „Poensgen-Spiele“ (Gegenstück zu den „Medenspielen“). Auch zahlreiche Düsseldorfer Sportvereine und -anlagen gehen auf die Initiative oder finanzielle Förderung von Ernst Poensgen zurück, so der Düsseldorfer Ruderverein, der Hockey-Club Düsseldorfer HC, das Eisstadion an der Brehmstraße (Düsseldorfer EG) und der Rochusclub im Grafenberger Wald (daher dort die „Ernst-Poensgen-Allee“). Er ließ ferner in Lierenfeld mit dem „Ernst-Poensgen-Stadion“ (Düsseldorfer SV 04) eine der größten Düsseldorfer Sportanlagen errichten.
Gustav Poensgen gründete die „Gustav-Poensgen-Stiftung“. An ihn erinnert in Düsseldorf heute noch die „Gustav-Poensgen-Straße“. Kurt Poensgen, Bruder von Ernst Poensgen und Mitinhaber des Bankhauses „Poensgen, Marx und Co.“, war maßgeblich an der Gründung der Düsseldorfer Börse beteiligt. Carl-Rudolf Poensgen hat sich 1926 um die mit über 7,5 Millionen Besuchern überaus erfolgreiche „GeSoLei“-Ausstellung für Gesundheitspflege, soziale Fürsorge und Leibesübungen verdient gemacht, ebenso wie Ernst Poensgen, der Vorsitzender des engeren Vorstandes der „GeSoLei“ war. Als IHK-Präsident trat Carl-Rudolf Poensgen nach 25-jähriger Präsidentschaft 1933 auf Druck der Nationalsozialisten zurück. An ihn erinnern in der Düsseldorfer Innenstadt die „Karl-Rudolf-Straße“ sowie die 1956 von der IHK Düsseldorf gegründete „C. Rudolf Poensgen-Stiftung e. V. zur Förderung von Führungskräften“.

## Wappen
Das Wappen zeigt in Blau auf silbernen Wellen einen silbernen (auch goldenen) Schwan. Auf dem Helm mit rot-silbernen (auch rot-goldenen) Decken vier (auch drei) Straußenfedern.

## Bekannte Träger des Familiennamens Poensgen
- Albert Poensgen (Unternehmer) (1818–1880), deutscher Industrieller
- Albert Poensgen (Mediziner) (1856–1928), deutscher Mediziner
- Albert Poensgen (Finanzgerichtspräsident) (1881–1976), deutscher Finanzgerichtspräsident und Billardspieler

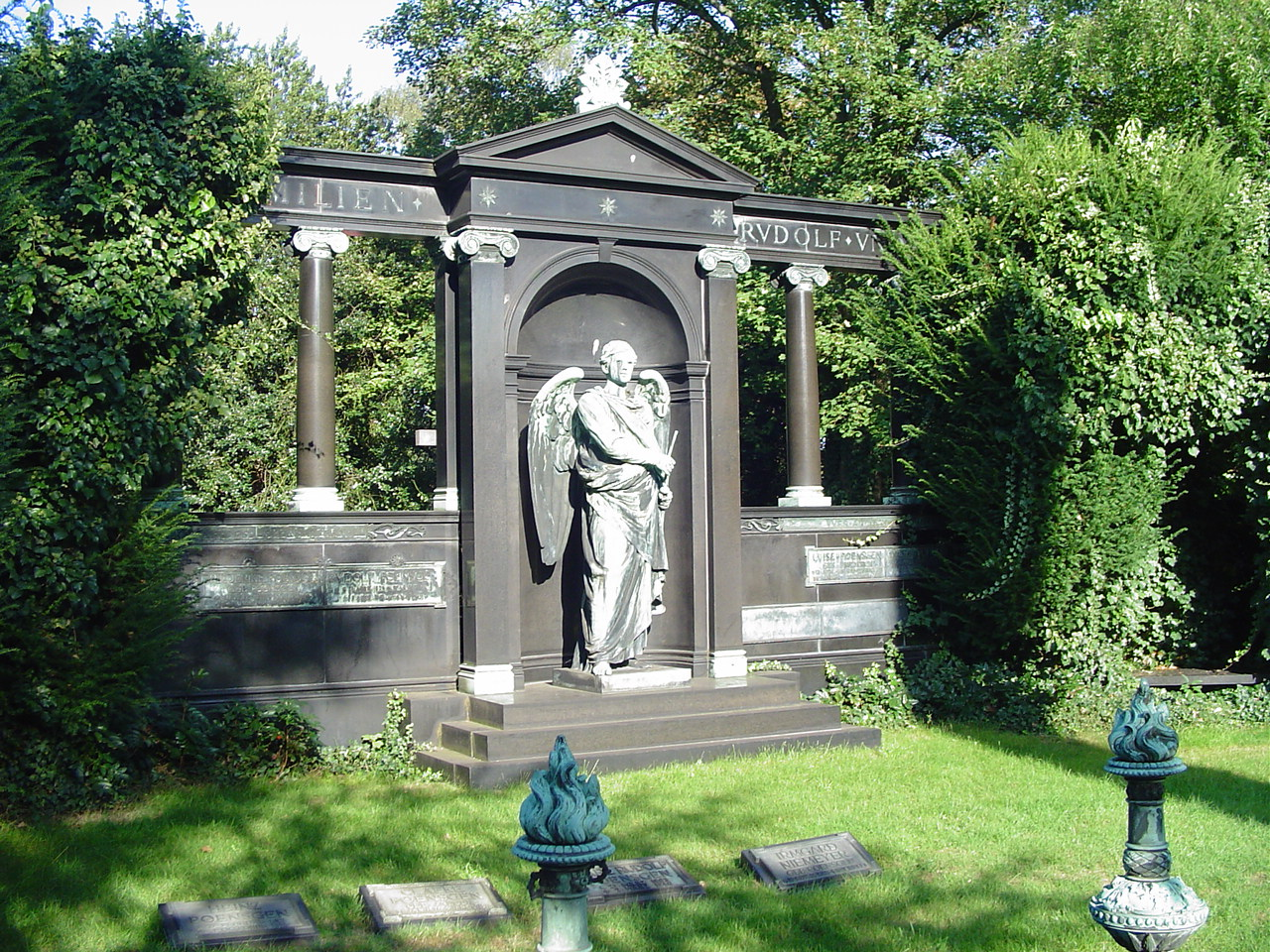
Grabstätte Gustav und Rudolf Poensgen auf dem Nordfriedhof (Düsseldorf). Dort befinden sich noch weitere Grabstätten der Familie Poensgen

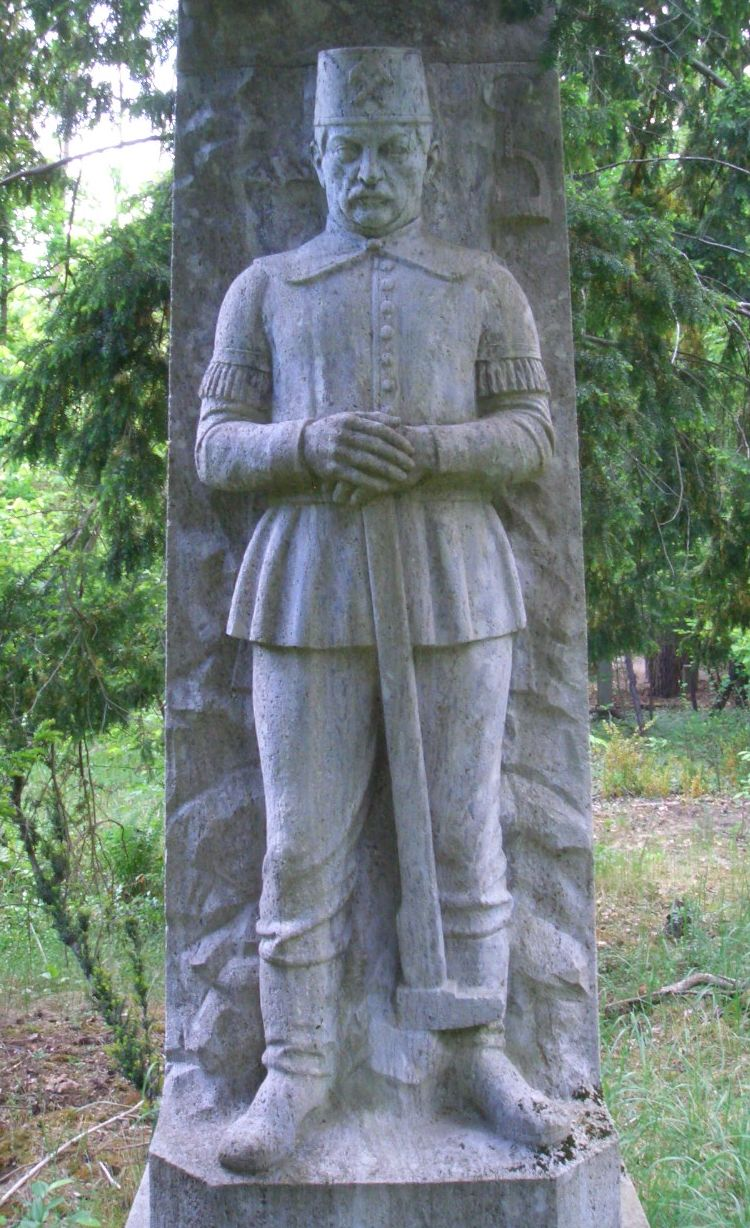
Bergmannsstatue Familiengrab Oskar Poensgen, Südwestkirchhof Stahnsdorf (Künstler: August Kraus)

- Bert Poensgen (1947–2017), Motorrad-Sportmanager.
- Carl Poensgen (Industrieller) (1838–1921), deutscher Industrieller
- Carl Rudolf Poensgen (1863–1946), deutscher Industrieller
- Eleonore Poensgen, als Studentin 1977 in der Berichterstattung über den Mord an dem Chef der Dresdner Bank, Jürgen Ponto, von der Bild-Zeitung als „Terroristen-Mädchen“ diffamiert.[6]
- Ernst Poensgen (1871–1949), Industrieller und Mäzen der Stadt Düsseldorf
- Eugen Poensgen (1855–1922), Mediziner, Leiter der Wasserheilanstalt Bad Nassau
- Fritz Poensgen (1885–1936), Mediziner, Leiter des Sanatoriums Bad Nassau
- Georg Poensgen (1898–1974), Kunsthistoriker
- Georg A. Poensgen (* 1964), Architekt, Professor an der Hochschule Koblenz
- Gisbert Poensgen (1923–2011), Diplomat, Botschafter in Athen und Lissabon, 1979–1985 Ständiger Vertreter der Bundesrepublik Deutschland bei den Europäischen Gemeinschaften
- Gustav Poensgen (1824–1904), Industrieller und Geheimer Kommerzienrat
- Harald Arthur Poensgen (1897–1987), Unternehmer und Gründer der E-T-A Elektrotechnische Apparate GmbH
- Helmuth Poensgen (1887–1945), Industrieller
- Isabel Pfeiffer-Poensgen (* 1954), Juristin; Ministerin für Kultur und Wissenschaft in Nordrhein-Westfalen
- Jochem Poensgen (1931–2023), Entwerfer von architekturbezogenen Glasgestaltungen
- Julius Poensgen (1814–1880), Industrieller
- Karl-Otto Poensgen (1933–2015), Schauspieler unter dem Namen Karl-Otto Alberty
- Katja Poensgen (* 1976), Motorradrennfahrerin
- Kurt Poensgen (1885–1944), Privatbankier, Gesellschafter des Bankhauses B. Simons & Co. (seit 1942 Poensgen, Marx & Co.)
- Maria (Mimi) Poensgen (1878–1958), Opernsängerin und Gesangspädagogin
- Oskar Poensgen (1873–1918), Verwaltungsjurist
- Otto H. Poensgen (1932–1982), Wirtschaftswissenschaftler
- Paul Poensgen (1884–1945), Jurist und Bankier
- Reinhard Poensgen (1792–1848), Reidemeister und Fabrikant
- René Poensgen (* 1980), Vierspännerfahrer, Unternehmer
- Rudolf Poensgen (1826–1895), Industrieller und Kommerzienrat

siehe auch
- Poensgenpark
- Poensgen-Haus (Schleiden-Gemünd)
- Poensgen-Spiele